# Champotón
Champotón ist eine Stadt des mexikanischen Bundesstaates Campeche. Sie dient als Gemeindesitz für die umliegende Municipio Champotón mit dem gleichen Namen. Sie liegt am Golf von Mexiko.

## Geschichte
Champotón, historisch auch Chakanputun und Chanputun genannt, war eine Stadt der Maya-Zivilisation, die mindestens auf das 10. Jahrhundert zurückgeht, bevor sie im 16. Jahrhundert von Spanien erobert wurde. Dort fand die berühmte Schlacht "Mala Pelea" statt. Bei der ersten spanischen Erkundung (1517) wurden sie von den Maya besiegt. Die Expedition von Juan de Grijalva rächte sich im Jahr 1518. Die heutige Stadt wurde 1538 von den Spaniern gegründet.

## Demografie
Bei der Volkszählung 2020 hatte die Stadt eine Einwohnerzahl von 35.799, wovon 17.508 männlich und 18.291 weiblich waren. Die Alphabetisierungsrate lag bei 94,7 %. Von der Bevölkerung waren 50,9 % römisch-katholisch, 29,3 % protestantisch und 19,6 % ohne Religion.
| Jahr | Einwohner¹ |
| ---- | ---------- |
| 2000 | 23.035     |
| 2005 | 27.245     |
| 2010 | 30.887     |
| 2020 | 35.799     |

¹ 2000 – 2020: Volkszählungsergebnisse